# میمون‌کاکلی سوماترا
میمون‌کاکُلی سوماترا (نام علمی: Presbytis melalophos) نام یک گونه از زیرخانواده شست‌بریدگان است.